# 아시다 신스케

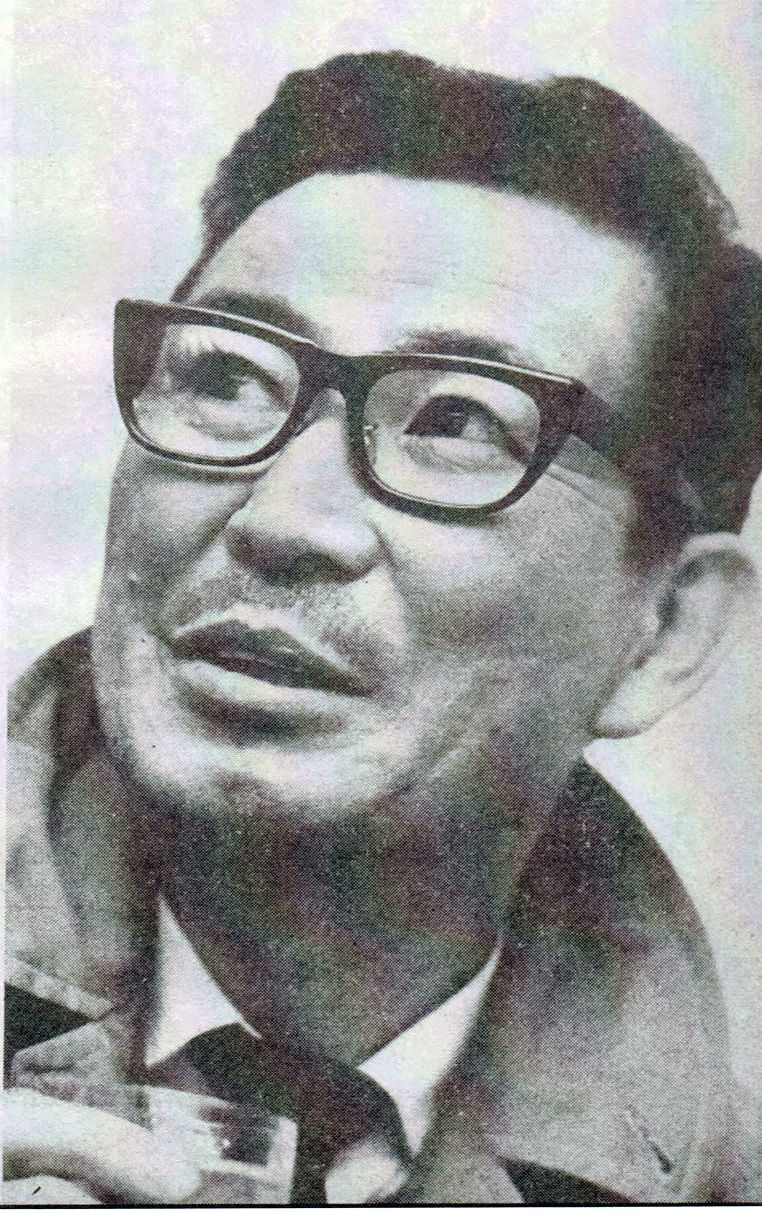

아시다 신스케(Shinsuke Ashida, 1914년 3월 14일 ~ 1999년 1월 10일)는 일본의 배우이다.
마쓰에시에서 태어났으며 도쿄에서 사망하였다. 사인은 간암이다.

## 영화
- 계승배 (1992년) - 도바 에이키치 역
- 샤소 (1989년)
- 눈과 피의 4일 (1989년)
- 마루사의 여자 (1987년)
- 불타는 가을 (1979년)
- 골든 파트너스 (1979년)
- 프루프 오브 와일드니스 (1978년)
- 아코성단절 (1978년)
- 유생일족의 음모 (1978년)
- 들개 (1973년)
- 쿠로베의 태양 (1968년)
- 붉은 천사 (1966년)
- 붉은 손수건 (1964년)
- 청춘일기 (1963년)
- 우에 오 뮤이티 아르코 (1962년)
- 모두가 미쳤어 (1960년)
- 그 호송차를 노려라 (1960년)
- 짐승의 수면 (1960년)
- 인간의 조건 (1959년)
- 암흑의 여권 (1959년)
- 잠복근무 (1958년)
- 암흑가의 미녀 (1958년)
- 흔들리는 미덕 (1958년)
- 한낮의 암흑 (1956년)
- 악마의 거리 (1956년)
- 아이 스레바 코소 (1955년)
- 현대인 (1952년)